# Partie polityczne na Białorusi
Partie polityczne na Białorusi – ugrupowania polityczne działające na Białorusi. Artykuł przedstawia podmioty istniejące w 2016 oraz wybrane partie, których działalność ustała.

## Ramy prawne funkcjonowania partii politycznych i organizacji społecznych

### Historia
Pierwszą zarejestrowaną organizacją społeczną był Białoruski Socjalno-Ekologiczny Związek "Czarnobyl" (data rejestracji – 16 listopada 1990). W październiku 1994 roku było zarejestrowanych 616 organizacji społecznych o znaczeniu krajowym, w tym 21 partii politycznych. W 1995 roku rozpoczęła się ponowna rejestracja (przeszło ją nieco ponad 56% organizacji społecznych) i do stycznia 1999 zarejestrowano 43 partie polityczne, 45 związków zawodowych i 1173 innych organizacji społecznych. W 1999 roku przeprowadzono ponownie nową rejestrację, po której zarejestrowano 759 organizacji społecznych o wymiarze krajowym i międzynarodowym (ponowną rejestracją również przeszło nieco ponad 56% organizacji). 1 lipca 2014 na Białorusi było zarejestrowanych 15 partii politycznych, 37 związków zawodowych, 2567 organizacji społecznych o zasięgu lokalnym, krajowym i międzynarodowym oraz 148 funduszy.

### Rejestracja
Od 2014 roku wszystkie organizacje pozarządowe mają przechodzić zgłoszeniową rejestrację (w praktyce w latach 2000. trwało to od miesiąca do 1,5 roku, średnio pół roku). Działalność bez rejestracji wiąże się z zagrożeniem karą do dwóch lat więzienia.

### Finansowanie organizacji społecznych
Dekret prezydenta Aleksandra Łukaszenki z 2001 roku ustanowił państwową kontrolę nad otrzymywaniem i korzystaniem z zagranicznej pomocy finansowej przez organizacje społeczne. W 2005 roku wprowadzono przepisy mówiące, że organizacje społeczne mogą prowadzić działalność gospodarczą wyłącznie w zakresie niezbędnym dla osiągnięcia statutowych celów tych organizacji i tylko dla celów edukacyjnych organizacji komercyjnych. W 2011 roku do Kodeksu Karnego Republiki Białorusi dodano artykuł 369.2, który przewiduje odpowiedzialność karną za nieodpłatne otrzymanie finansowej pomocy z zagranicy. Od 2011 roku organizacje non-profit zajmujące się statutowo działalnością edukacyjną, nie mogły posiadać rachunków w zagranicznych bankach.

### Republikańskie organizacje państwowo-społeczne
Ta forma osobowości prawnej została określona w 2003 roku jako organizacja non-profit utworzona z udziałem władz dla realizacji zleconych jej istotnych zadań państwowych. W 2014 roku na Białorusi było 7 takich organizacji: "Ochotnicze towarzystwo współpracy z armią, siłami powietrznymi i flotą Republiki Białorusi", Białoruskie Towarzystwo Fizyczno-Sportowe "Dynamo", "Białoruskie Republikańskie Towarzystwo Ratownictwa Wodnego", "Prezydencki Klub Sportowy", "Białoruskie Towarzystwo Myśliwych i Rybaków", "Białoruskie Ochotnicze Towarzystwo Pożarnicze", Białoruskie Towarzystwo "Wiedza".

### Przedstawicielstwo w organach władzy
Partie polityczne Republiki prawie nie są reprezentowane w organach władzy. Sprzyja temu fakt, iż wybory na wszystkich poziomach odbywają się w okręgach jednomandatowych, a nie według list partyjnych. Normą jest (w 2014 roku), że zarejestrowana partia polityczna może bez zbierania podpisów wysunąć swojego kandydata. Jednak ta zasada jest ograniczona terytorialnym zakresem – do rady obwodowej może wysuwać kandydatów tylko obwodowa organizacja partyjna, a do rady rejonowej – rejonowa. Ponadto wprowadzono zakaz rejestracji grup inicjatywnych zbierających podpisy na tego samego kandydata naraz w kilku okręgach [sprawdzić tłumaczenie]. Często, szczególnie w wyborach do rad lokalnych, partie nie wysuwają swoich kandydatów. Na przykład, w wyborach do rad lokalnych w 2014 roku, kandydaci partii politycznych stanowili poniżej 3% ogólnej liczby kandydatów. Nawet Komunistyczna Partia Białorusi wysunęła tylko 276 kandydatów, mimo iż wybiera się ponad 10 tysięcy deputatów. Pozostałe partie wysunęły jeszcze mniej kandydatów.

## Ugrupowania istniejące
W wykazie podkreślono 15 zarejestrowanych partii politycznych.

### Partie popierające prezydenta

#### Posiadające deputowanych przynajmniej w jednej z izbZgromadzenia Narodowego
- Komunistyczna Partia Białorusi (Камуністы́чная па́ртыя Белару́сі)
- Republikańska Partia Pracy i Sprawiedliwości (Рэспубліканская партыя працы і справядлівасьці)
- Białoruska Partia Agrarna (Аграрная партыя)

#### Pozostałe
- Białoruska Partia Socjalno-Sportowa (Белару́ская сацыя́льна-спарты́ўная па́ртыя)
- Partia Liberalno-Demokratyczna (Лібэральна-дэмакратычная партыя)
- Biała Ruś (Белая Русь) (organizacja pozarządowa)
- Partia Republikańska (Рэспубліканская партыя, РП)
- Białoruska Partia Patriotyczna (Белару́ская патрыяты́чная па́ртыя)

### Partie opozycyjne
- Białoruski Blok Niepodległościowy (Беларускі незалежніцкі блёк)
  - Białoruski Front Ludowy (Беларускі Народны Фронт, БНФ)
  - Białoruska Chrześcijańska Demokracja (Беларуская хрысціянская дэмакратыя, БХД)
  - Za Wolność (За Свабоду) (ruch)
  - Młody Front (Малады Фронт) (ruch)
  - Prawy Alians (Правы альянс, ПА)
  - Razem
  - Młoda Białoruś (Маладая Беларусь) (ruch)
  - Młodzieżowy Chrześcijańsko-Społeczny Związek "Młodzi Demokraci" (Моладзевы хрысціянска-сацыяльны звяз Маладыя Дэмакраты) (ruch)
- Zjednoczone Siły Demokratyczne (Аб’яднаныя дэмакратычныя сілы Беларусі, АДС)
  - Białoruska Partia Lewicy „Sprawiedliwy Świat” (Беларуская партыя левых «Справядлівы свет»)
  - Zjednoczona Partia Obywatelska (Аб'яднаная грамадзянская партыя, АГП)
  - Białoruska Socjaldemokratyczna Partia (Hramada) (Беларуская сацыял-дэмакратычная партыя (Грамада), БСДП)
  - Białoruski Front Ludowy (Беларускі Народны Фронт, БНФ)
  - Za Wolność (За Свабоду) (ruch)
- Białoruska Socjaldemokratyczna Hramada (Беларуская сацыял-дэмакратычная Грамада)
- Białoruska Socjaldemokratyczna Partia (Ludowa Hramada) (Беларуская сацыял-дэмакратычная партыя (Народная Грамада), БСДП (НГ))
- Białoruska Partia Liberalna Wolności i Rozwoju (Партыя свабоды і прагрэсу, ПСП)
- Konserwatywno-Chrześcijańska Partia Białoruski Front Ludowy (Кансэрватыўна-Хрысціянская Партыя – БНФ)
- Socjaldemokratyczna Partia Zgody Ludowej (Сацыял-дэмакратычная партыя Народнай Згоды, СДПНЗ)
- Białoruska Partia „Zieloni” (Беларуская партыя «Зялёныя», БПЗ)
- Alternatywa Socjalistyczna (Социалистическая Альтернатива, СНД)
- Europejska Koalicja Wolna Białoruś (Эўрапейская кааліцыя Свабодная Беларусь)
- Partia Narodowo-Bolszewicka (Национал-большевисткая партия, РБ)
- Białoruska Partia Demokratyczna
- Zjednoczona Partia Socjaldemokratyczna
- Białoruski Ruch Oporu „Żubr” (Беларускі Рух Супраціву „ЗУБР”) (ruch)
- Mów prawdę! (Гавары праўду) (kampania społeczna)

## Ugrupowania nieistniejące

### Imperium Rosyjskie
- Bund (1897-1921)

- Białoruska Socjalistyczna Gromada (Беларуская Сацыялістычная Грамада), 1904-1918
- Związek Polski Demokratyczny na Białej Rusi (Польскі дэмакратычны саюз Беларусі), 1907
- Stronnictwo Krajowe Litwy i Białorusi (Краёвая партыя Літвы і Беларусі), 1907-1908

### II Rzeczpospolita
- Białoruska Chrześcijańska Demokracja (Беларуская хрысціянская дэмакратыя), (1917-1940)
- Białoruska Partia Narodowo-Socjalistyczna (Беларуская Нацыянал-Сацыялiстычная Партыя, БНСП)
- Białoruska Partia Niezależnych Socjalistów (Беларуская партыя незалежных сацыялістаў, БПНС), (1922-1925)
- Białoruska Partia Socjalistów-Rewolucjonistów (Беларуская партыя сацыялістаў-рэвалюцыянераў, БПСР), (1918-1924)
- Komunistyczna Partia Zachodniej Białorusi (Камуністычная партыя Заходняй Беларусі, КПЗБ), (1923-1938)

### ZSRR
- Białoruska Partia Niepodległościowa (Беларуская Незалежніцкая Партыя, БНП), (1942-?)
- Białoruska Partia Socjalistów-Rewolucjonistów (Беларуская Незалежніцкая Партыя, БНП), (1942-?)

### Republika Białorusi
- Koalicja Demokratycznych Centrystów
  - Republika
  - Młoda Białoruś (Маладая Беларусь)
  - Białoruska Partia Kobiet Nadzieja (Беларуская партыя жанчын «Надзея», БПЖ «Надзея»), 1994–2007
- Partia Przyjaciół Piwa (Партыя Аматараў Піва, ПАП), 1993–1996
- Białoruska Partia Pracy (Беларуская партыя працы), 1994–1995
- Białoruska Partia Wolności (Беларуская Партыя Свабода, БПС), 1992–2003
- Białoruskie Zjednoczenie Chrześcijańsko-Demokratyczne (Беларуская хрысціянска-дэмакратычная злучнасць, БХДЗ)
- Polskie Zjednoczenie Demokratyczne, 1994–1995